# Kiesgrube Dünstekoven
Koordinaten: 50° 42′ 11″ N, 6° 56′ 29″ O

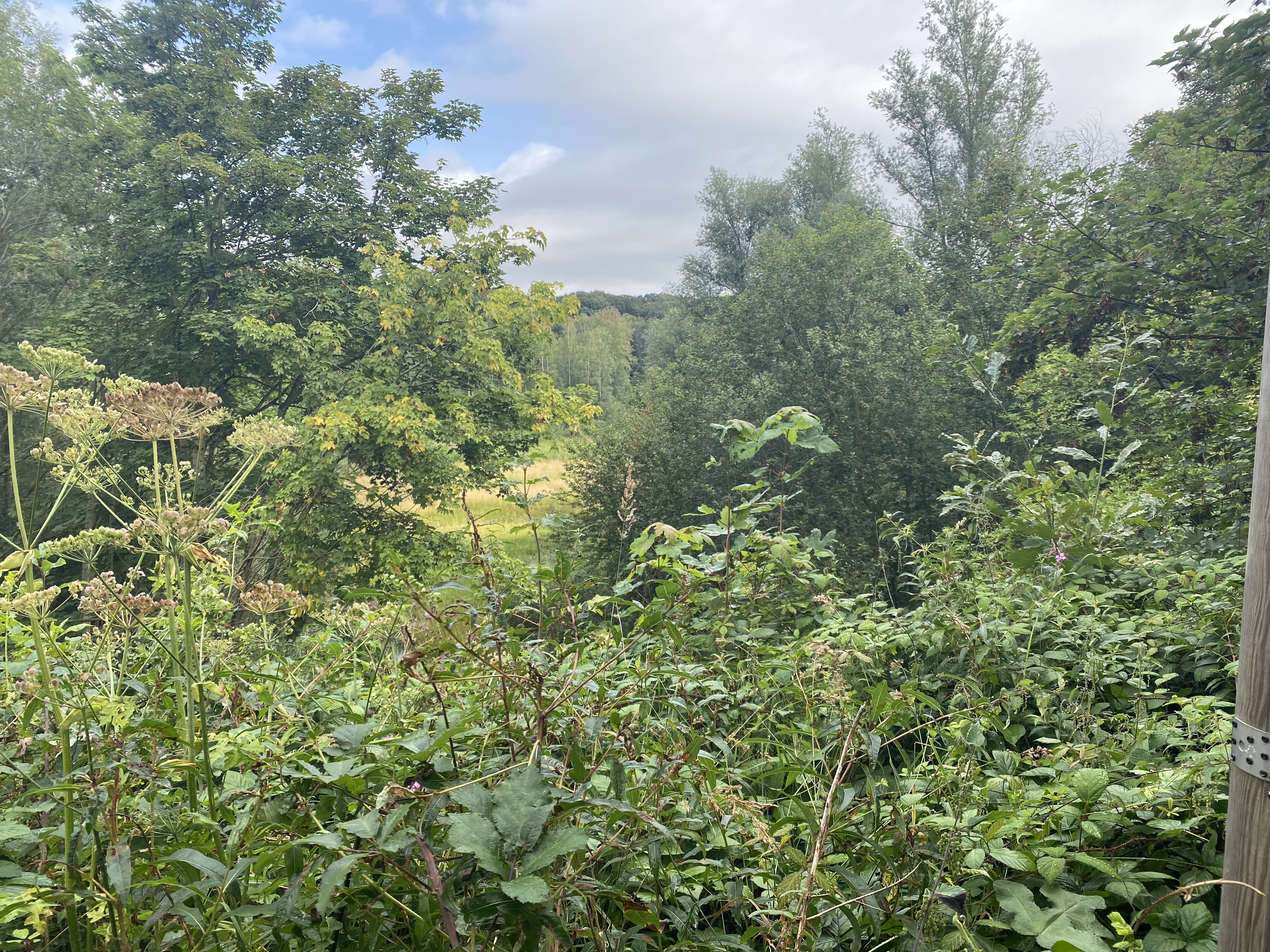
Naturschutzgebiet Kiesgrube Dünstekoven (August 2021)

Das Naturschutzgebiet Kiesgrube Dünstekoven liegt auf dem Gebiet der Gemeinde Swisttal im Rhein-Sieg-Kreis in Nordrhein-Westfalen. Das Gebiet erstreckt sich nordöstlich von Dünstekoven und südlich von Heimerzheim – beide Swisttaler Ortschaften. Westlich des Gebietes verläuft die Landesstraße 163, nordwestlich erstreckt sich das etwa 14,7 ha große Naturschutzgebiet (NSG) Wald an der Burg Heimerzheim und östlich das etwa 928,2 ha große NSG Waldville (SU-066).

## Bedeutung
Das etwa 49,8 ha große Gebiet wurde im Jahr 1980 unter der Schlüsselnummer SU-006 unter Naturschutz gestellt. Schutzziele sind 	
- die Erhaltung von Sukzessionsflächen eines Abgrabungsgeländes und die ökologische Optimierung nach Abschluss der Ausbeutungstätigkeiten als Ergänzungsfläche des bestehenden Naturschutzgebietes,
- die Entwicklung von Feucht- und Trockenlebensräumen am Waldrand der Ville und
- der Erhalt und die Optimierung eines reich strukturierten Abgrabungsgeländes mit Kleingewässern als Lebensraum für eine Vielzahl gefährdeter Tierarten.[2]